# Paul Yoon
Paul Yoon (New York, 1980) è uno scrittore statunitense.

## Biografia
Nato a New York nel 1980, suo padre lavorava come medico e suo nonno era un disertore nordcoreano.
Si è laureato nel 1998 alla Phillips Exeter Academy e ha conseguito un B.A. alla Wesleyan University nel 2002.
Ha esordito nella narrativa nel 2009 con la raccolta di racconti Once the Shore e in seguito ha dato alle stampe 2 romanzi e altre 2 collezioni di short stories ed è stato insignito nel 2023 del Premio The Story per The Hive and the Honey

## Opere

### Romanzi
- La riva del silenzio (Snow Hunters, 2013), Torino, Bollati Boringhieri, 2015 traduzione di Manuela Faimali ISBN 978-88-339-2671-1.
- In un piccolo cielo (Run Me to Earth), Torino, Bollati Boringhieri, 2020 traduzione di Manuela Faimali ISBN 978-88-339-3353-5.

### Raccolte di racconti
- Once the Shore (2009)
- The Mountain (2017)
- The Hive and the Honey (2023)

## Premi e riconoscimenti

### Vincitore
5 Under 35 della National Book Foundation
- 2010[8]

Young Lions Fiction Award
- 2014 con La riva del silenzio[9]

Premio The Story
- 2023 con The Hive and the Honey[10]